# Facultat de Medicina i Ciències de la Salut de la Universitat de Barcelona
La Facultat de Medicina i Ciències de la Salut de la Universitat de Barcelona és una institució d'educació superior i recerca biomèdica amb seu al carrer de Casanova, dintre del complex docent i assistencial anomenat Campus Clínic - August Pi Sunyer (vegeu edifici de la Facultat de Medicina).
Actualment, s'hi imparteixen quatre graus universitaris, així com diversos programes de doctorat i màsters oficials. Està reconeguda com la millor facultat de medicina de l'Estat Espanyol segons els rànquings internacionals, que també la situen entre les cent millors del món.

## Història
La Facultat de Medicina de Barcelona data de l'any 1843, com a successora del Col·legi de Cirurgia fundat per Pere Virgili l'any 1760, amb seu al carrer del Carme (vegeu edifici del Col·legi de Cirurgia).
A l'últim terç del segle xix, va arribar a llocs clau de la Facultat un conjunt de professors joves anomenat «generació mèdica catalana del 88», que va millorar el nivell de l'ensenyament. Hi destacava en Jaume Pi i Sunyer com a introductor del pensament positivista i experimental.
Una de les conseqüències d'aquest moviment renovador va ser el projecte d'una nova seu a l'Eixample de Barcelona, que va incloure un hospital que hauria de servir per formar els nous metges i millorar l'assistència mèdica a la ciutat, l'actual Hospital Clínic i Provincial de Barcelona. La lluita per una facultat i un hospital nous va durar gairebé trenta anys, fins a la inauguració de la facultat de Medicina el 1906. Els professors més importants d'aquell període van ser en Joan Giné i Partagàs, en Bartomeu Robert i Yarzábal i en Santiago Ramón y Cajal, qui va estar-hi els cinc anys (18871892) més productius de la seva vida científica.
L'any 1980, la facultat es va ampliar amb la seu de l'Hospitalet de Llobregat, al costat de l'Hospital de Bellvitge, on es va constituir poc després l'actual campus de Ciències de la Salut de Bellvitge. Finalment, l'any 1993, amb la inauguració de la unitat docent de l'Hospital Sant Joan de Déu, a Esplugues de Llobregat, es va crear el Campus Sant Joan de Déu, completant l'organització actual.